# Jones-oxidatie
De Jones-oxidatie is een organische redoxreactie, waarbij primaire en secundaire alcoholen wordt omgezet naar respectievelijk carbonzuren en ketonen. Als oxidator wordt hierbij gebruikgemaakt van een oplossing van chroomzuur in geconcentreerd zwavelzuur. Dit wordt het zogenaamde Jones-reagens genoemd.
De oxidatie verloopt zeer snel, is zeer exotherm en het rendement is zeer hoog. Bovendien zal het Jones-reagens zelden onverzadigde verbindingen oxideren. Daarom wordt ook nog aceton als oplosmiddel gebruikt.